# Oiocaria samuelsoni
Oiocaria samuelsoni is een keversoort uit de familie lieveheersbeestjes (Coccinellidae). De wetenschappelijke naam van de soort is voor het eerst geldig gepubliceerd in 1982 door Iablokoff-Khnzorian.